# Giro delle Fiandre 1948
Il Giro delle Fiandre 1948, trentaduesima edizione della corsa, fu disputato il 18 aprile 1948, per un percorso totale di 257 km. Fu vinto dal belga Briek Schotte, al traguardo con il tempo di 7h05'00", alla media di 38,260 km/h, davanti ai connazionali Albert Ramon e Marcel Rijckaert.
I ciclisti che partirono da Gand furono 265; coloro che tagliarono il traguardo a Wetteren furono 85.

## Ordine d'arrivo (Top 10)
| Pos. | Corridore              | Squadra             | Tempo    |
| ---- | ---------------------- | ------------------- | -------- |
| 1    | Briek Schotte          | Alcyon-Dunlop       | 7h05'00" |
| 2    | Albert Ramon           | Arliguie-Hutchinson | s.t.     |
| 3    | Marcel Rijckaert       | Mercier-Hutchinson  | s.t.     |
| 4    | Raymond Impanis        | Alcyon-Dunlop       | s.t.     |
| 5    | Gerard Buyl            | Carrara-Dunlop      | a 15"    |
| 6    | Cor Bakker             | Vege                | s.t.     |
| 7    | Maurice Dewannemaecker | Rochet-Dunlop       | s.t.     |
| 8    | Camille Beeckman       | Rochet-Dunlop       | a 30"    |
| 9    | Arie Vooren            | Vege                | s.t.     |
| 10   | Rik Renders            | Garin-Wolber        | s.t.     |